# Бри (Сома)
Бри (фр. Brie) насеље је и општина у североисточној Француској у региону Пикардија, у департману Сома која припада префектури Перон.
По подацима из 2011. године у општини је живело 345 становника, а густина насељености је износила 50,07 становника/km². Општина се простире на површини од 6,89 km². Налази се на средњој надморској висини од 50 метара (максималној 87 m, а минималној 47 m).

## Демографија
| 1962. | 1968. | 1975. | 1982. | 1990. | 1999. | 2011. |
| ----- | ----- | ----- | ----- | ----- | ----- | ----- |
| 310   | 319   | 299   | 310   | 307   | 301   | 345   |

График промене броја становника у току последњих година